# 埃姆斯 (內布拉斯加州)
埃姆斯（英語：Ames）是位於美國內布拉斯加州道奇縣的普查規定居民點。

## 歷史
埃姆斯的郵局自1875年營運至今。

## 人口
根據2020年美國人口普查的數據，埃姆斯的面積為0.85平方千米，皆為陸地。當地共有人口14人，而人口密度為每平方千米16.47人。